# Sphaeropoeus extinctus
Sphaeropoeus extinctus är en mångfotingart som beskrevs av Filippo Silvestri 1895. Sphaeropoeus extinctus ingår i släktet Sphaeropoeus och familjen Zephroniidae. Inga underarter finns listade i Catalogue of Life.